# Вікентій Ніколайчук
Вікентій Ніколайчук (рум. Vichentie Nicolaiciuc; нар. 16 листопада 1943, Маріцея, Румунія — 4 травня 2014, Ясси, Румунія) — румунський політик українського походження, член Палати депутатів Румунії у 1996—2000 роках.

## Біографія
Вікентій Ніколайчук народився 16 листопада 1943 року у селі Маріцея, що на Сучавщині. Був 10-ю дитиною в сім'ї Дмитра і Марії, українських селян. Початкову освіту здобув у місцевій школі, продовжив навчання у ліцеї «Штефан чел Маре» в Сучаві, ще два роки — у середній школі міста Серет. Вищу освіту Вікентій здобував на факультеті філології Ясського університету, на румунсько–російському відділенні. По завершенні університету викладав у Городнику та Радівцях.
Ніколайчук стає засновником місцевих журналів літературного спрямування: «Іконар» (Радівці), «Ексод/Вихід» (Дарманешти), «Буковина» (Радівці), «Верховина» (Сучава), «Клопотул Буковіней» (Радівці-Чернівці) і «Обчина літераре/Літературне підгір'я».
У 1996 році був обраним членом Палати депутатів Румунії, як депутат української меншини.
Помер 4 травня 2014 року від інсульту у місті Ясси, на поминках свого тестя.

## Особисте життя
Дружина — Тетяна, сини — Адріан і Віктор.

## Публікації
- Nicolaiciuc, Vichentie D. (2005). Repere culturale si umane. Flondor. с. 220. (рум.)